# بی‌صدا
بی صدا فیلمی سینمایی به نویسندگی تهیه‌کنندگی و کارگردانی حسین شهابی ساخته شده در سال ۱۳۹۵ است.
این فیلم در آستانه اکران عمومی از (سرطان) به (بی صدا) تغییر نام داده و در ۲۸ بهمن ماه ۱۳۹۷ در سینماهای ایران اکران گردید.

## بازیگران
- پیام دهکردی
- مرضیه وفامهر
- گیتی قاسمی
- بهدخت ولیان
- محمد کارهمت
- ندا مقصودی
- محمد اکبری
- دریا مقبلی